# IBM Personal System/2
IBM Personal System/2 nebo zkráceně IBM PS/2 je označení pro třetí generaci osobních počítačů vyráběných společností IBM. Řada PS/2 byla uvedena na trh v roce 1987 jako nástupce IBM PC/AT a ze strany IBM se jednalo o pokus získat zpět výsadní postavení na trhu s osobními počítači představením pokročilé proprietární architektury. Počítačů této řady se v průběhu let prodalo velké množství, ale jako nástroj pro opětovné získání kontroly nad trhem architektura selhala. Hlavními příčinami tohoto selhání byla hardwarová nekompatibilita se zbytkem trhu a také vyšší pořizovací náklady. PS/2 navíc nebyla otevřená architektura jako v případě IBM PC/XT/AT, ale byla výrobcům třetích stran poskytována na základě licence. Tato skutečnost by znamenala pro ostatní výrobce nemalou investici s nejistým ziskem a naprostá většina z nich raději zůstala u pozvolného vylepšování architektury IBM PC/XT/AT (výjimkou jsou např. systémy společnosti Reply Corporation založené na architektuře PS/2 MCA).
Souběžně s PS/2 produkovala IBM po určitou dobu systémy s označením Personal System/1 (zkráceně PS/1). Jak je možné odhadnout podle názvu, tyto počítače byly jednodušší, ale také levnější alternativou určenou zejména pro nenáročné domácí použití. Tyto systémy přejímaly některé inovativní prvky od PS/2 (VGA grafika, PS/2 konektory...), avšak klíčové prvky byly hardwarově kompatibilní se starší řadou PC/XT/AT (jako rozšiřující sběrnice byla použita 16bitová ISA a pro připojení pevného disku bylo použito rozhraní IDE).
I když se koncepce PS/2 jako celek neprosadila, některé její prvky jako grafický systém VGA, 3,5" disketová mechanika s kapacitou 1,44 MB, konektor PS/2 pro klávesnici a myš, 72-pinové moduly SIMM a další se postupně staly standardem v oblasti osobních počítačů.

## Nové technologie PS/2
Architektura PS/2 byla navržena tak, aby zůstala softwarově kompatibilní s doposud uvedenými počítači IBM PC/XT/AT a jejich klony. Hardwarový návrh těchto systémů byl však výrazně odlišný od technického vybavení ostatních osobních počítačů té doby.

### Systémy ABIOS a CBIOS
Počítače PS/2 byly vybaveny dvěma systémy BIOS. První z nich nesl označení CBIOS (Compatible BIOS, kompatibilní BIOS), a jeho účelem bylo, jak název napovídá, poskytnout zpětnou kompatibilitu se systémy PC/AT/XT a v podstatě plnil stejnou roli jako klasický BIOS v těchto systémech. Druhý byl pojmenován ABIOS (Advanced BIOS, pokročilý BIOS) a poskytoval operačnímu systému komplexní funkční a strukturní rozhraní namísto přímého přístupu k I/O portům a řídícím registrům jednotlivých komponent počítače. ABIOS byl přístupný v reálném, chráněném i virtuálním režimu a jeho schopnosti byly využity v operačním systému IBM OS/2 (dodávaném s některými modely PS/2).

### Micro Channel Architecture
Řada IBM Personal System/2 byla založena na zcela nové architektuře Micro Channel Architecture (zkráceně MCA), která byla technicky daleko vyspělejší než ISA, která byla v té době prakticky jedinou standardní rozšiřující sběrnicí PC-kompatibilních počítačů a jako taková přestávala svými vlastnostmi stačit požadavkům 32bitových procesorů řady 80386. MCA poskytovala 16bitové i 32bitové sloty, které mohly pracovat asynchronně s mikroprocesorem. Sběrnice MCA přinesla řadu vylepšení, které ještě několik let po jejím uvedení nenabízela žádná jiná rozšiřující sběrnice pro osobní počítače. Přenosové rychlosti byly srovnatelné s mnohem později představenou sběrnicí PCI. MCA umožňovala komunikaci karty s procesorem, karty s kartou a současnou komunikace několika karet s procesorem, což je funkce, kterou mnohem později přinesla až sběrnice PCI-X. Mezi další vlastnosti sběrnice MCA patří podpora bus masteringu, přidělování sběrnice centrálním arbitrem nebo lokálními účastníky arbitrovací sběrnice a také disponovala vlastností, kterou bychom dnes označili jako plug-and-play (karty typicky neobsahovaly žádné propojky pro konfiguraci).
I přes všechny tyto technické výhody se sběrnice MCA nikdy výrazněji nerozšířila mimo modelovou řadu PS/2 a rané verze RISCových systémů IBM RS/6000. Hlavní příčinou byla již zmíněná hardwarová nekompatibilita s velmi rozšířenou sběrnicí ISA a také fakt že společnost IBM požadovala aby výrobci platili nejen licenci za každý vyrobený MCA systém, ale také za všechny dříve vyrobené klony IBM PC/XT/AT, což byly pro většinu výrobců nepřijatelné podmínky. K neúspěchu MCA přispělo rovněž uvedení "konkurenční" sběrnice EISA společností Compaq. EISA byla rovněž 32bitová a podporovala bus mastering, navíc však byla zpětně kompatibilní se starší sběrnicí ISA a rovněž byla poskytována bez poplatků. Tyto parametry byly pro většinu výrobců daleko atraktivnější, a i když sběrnice samotná nebyla tak vyspělá jako MCA, pro nově uvedené 32bitové procesory poskytla to nejdůležitější — jednorázový přenos 32bitové informace.

### Rozhraní PS/2

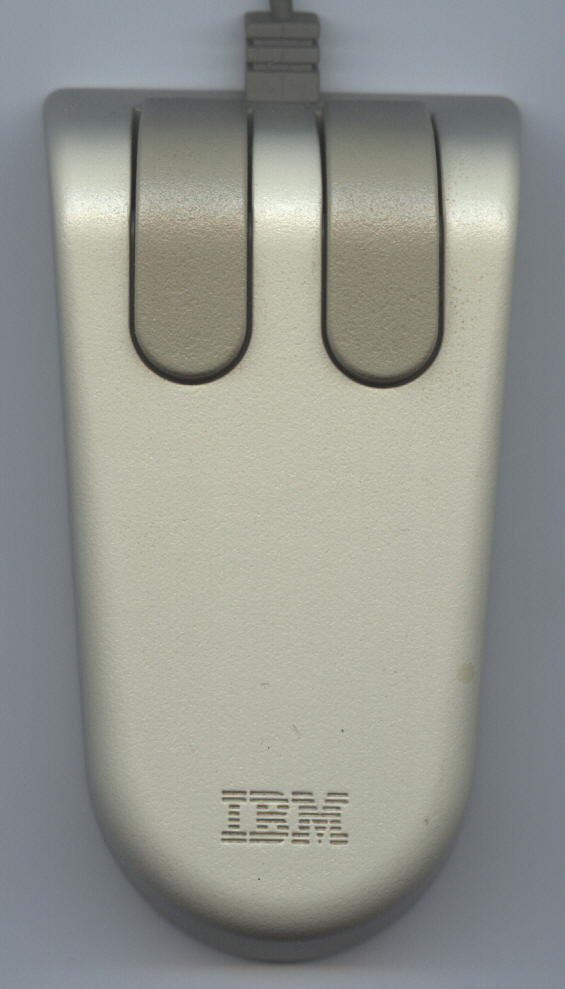
Původní myš IBM PS/2.

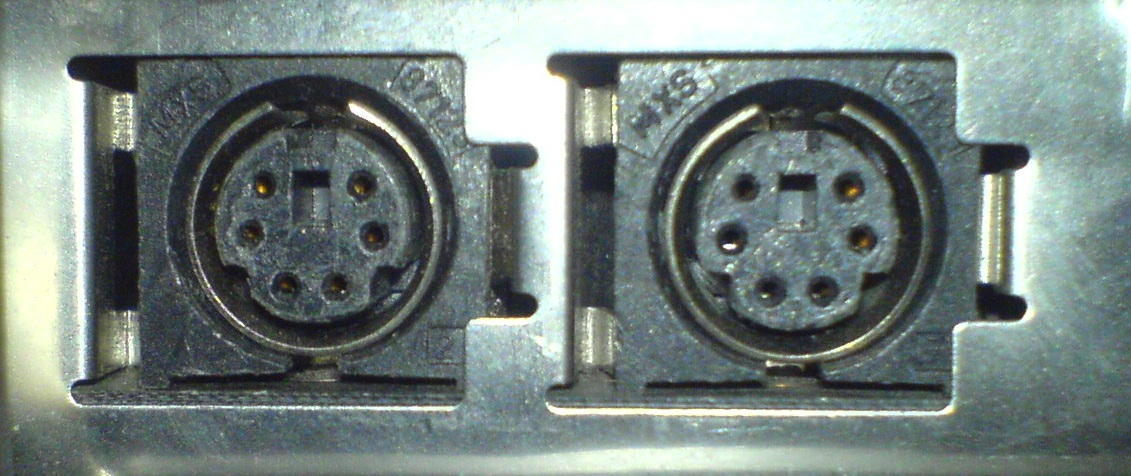
PS/2 porty na počítači IBM PS/2 Model 70.

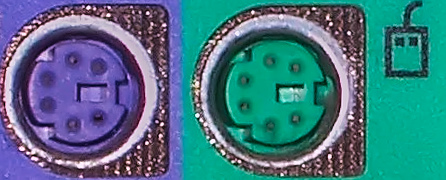
PS/2 porty jsou stále přítomny na některých nových základních deskách (2022). V rámci standardu PC 97 proběhlo barevné rozlišení konektorů — fialová pro klávesnici a zelená pro myš.

Počítače PS/2 přinesly nové rozhraní pro připojení klávesnice a myši — dodnes označované podle této řady počítačů, tedy "PS/2". Rozhraní PS/2 pro klávesnici je elektricky shodné se starším rozhraním počítačů AT (nikoliv však PC/XT). Velký pěti-kolíkový konektor DIN byl ale nahrazen menším šesti-kolíkovým Mini-DIN konektorem. Stejný konektor a podobný synchronní sériový komunikační protokol využívá i PS/2 rozhraní pro myš. Počítače PS/2 byly dodávány s klávesnicí IBM Model M, u které byl nahrazen konektor DIN konektorem PS/2. Součástí balení byl i nový typ dvoutlačítkové kuličkové myši specifického tvaru.

### Grafika
Úvodní modely série PS/2 byly vybaveny novým typem grafického adaptéru známým pod označením Video Graphics Array nebo zkráceně VGA. Tento adaptér nahrazoval dřívější adaptéry EGA, které svými schopnostmi dalece předčil. Adaptér VGA přinesl větší grafickou paměť s kapacitou 256 kB a uživateli poskytoval nové grafické režimy 640×480 bodů s 16 barvami a 320×200 bodů s 256 barvami. Úplná barevná paleta tohoto adaptéru obsahovala 262 144 barev oproti 64 barvám v paletě adaptéru EGA. S postupem času byly v řadě PS/2 představeny rovněž grafické adaptéry IBM 8514 a XGA. I když se tyto adaptéry nestaly průmyslovým standardem jako v případě VGA, jejich rozlišení 1024×768 spousta výrobců chápala jako vzor pro své grafické karty a označení "XGA" se vžilo jako synonymum pro toto rozlišení. Nejlevnější počítače řady PS/2 jako Model 25 a Model 30 byly místo nového adaptéru VGA vybaveny adaptérem MCGA, který byl svými schopnostmi na půli cesty mezi CGA a VGA, navíc postrádal zpětnou kompatibilitu s adaptérem EGA.

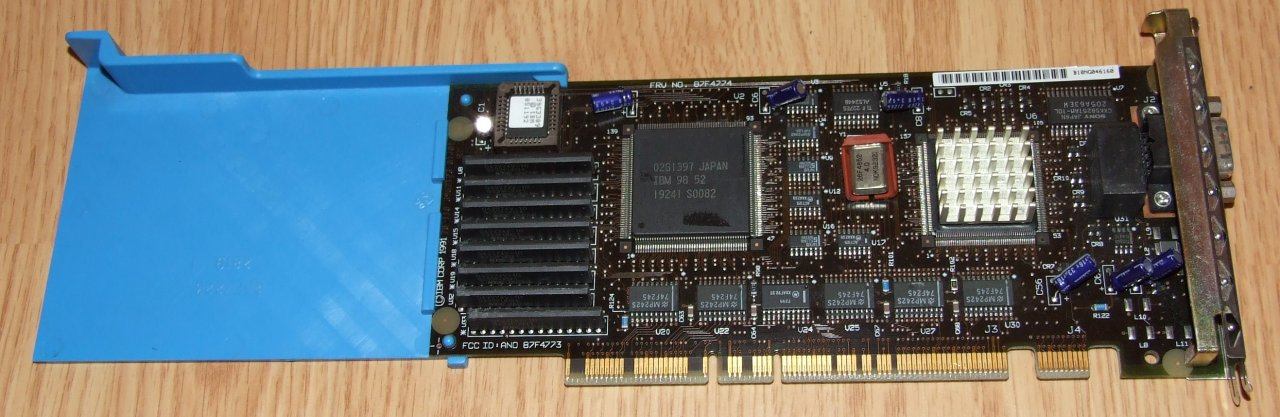
Grafický adaptér IBM XGA2 pro sběrnici MCA.

#### VGA konektor
Všechny nové grafické systémy spjaté s řadou PS/2 (ať už MCGA, VGA, 8514 nebo pozdější XGA) používaly pro připojení monitoru stejný 15-kolíkový D-Sub konektor. Obraz byl skrze konektor přenášen v podobě analogových RGB signálů, oproti pevnému počtu digitálních linek v případě CGA a EGA monitorů, což umožnilo výrazné zvýšení barevné hloubky obrazu (nebo stupňů šedi). Z hlediska hardware to znamenalo přidání jednoho dalšího obvodu na grafický adaptér — takzvaného RAM-DAC. RAM-DAC je digitálně-analogový převodník doplněný pamětí RAM pro uložení barevné palety a stará se o tvorbu analogových signálů pro monitor. Přechod na analogové řešení přinesl rovněž možnost připojit monochromatický monitor bez jakékoliv závislosti na software (na rozdíl od adaptérů MDA nebo Hercules). Monochromatické monitory byly v té době relativně levné a často sloužily jako zobrazovací jednotka pro méně výkonné modely řady PS/2.
V průběhu 90. let se VGA konektor stal téměř universálním standardem pro připojování monitorů či jiných zobrazovacích zařízení a nahradil řadu různých grafických rozhraní a to i mimo svět osobních počítačů. Teprve poměrně nedávno se začaly masivně rozšiřovat nové rozhraní a konektory — zejména DVI a HDMI pro připojení plochých panelů, avšak žádný z nich se zatím nestal tak rozšířeným a universálním jako VGA konektor.

### 3,5" disketové mechaniky
I když se 3,5" disketové mechaniky začaly prosazovat již od roku 1987, počítače řady PS/2 byly prvními stroji od IBM, které ji využívaly jako primární výměnné datové úložiště. Rozšiřující pozice o velikosti 5,25" dokonce nebyly na většině modelů ani přítomny. Pořízení externí 5,25" mechaniky bylo možné, ale jednalo se o poměrně nepohodlnou a nákladnou záležitost. Médiem samotným byla standardní 3,5" disketa, avšak v případě mechaniky se IBM opět uchýlila k proprietárnímu řešení. Mechaniky dokonce nebyly zaměnitelné ani mezi všemi modely řady PS/2 — některé z nich používaly 40-pinový jiné 34-pinový konektor, který sloužil jak pro přenos dat a řídících/stavových signálů tak pro napájení mechaniky. Mechaniky samotné nebyly příliš spolehlivé a protože bylo možné použít pouze originální mechaniku IBM pro systémy PS/2, jejich výměna byla i poměrně nákladná.

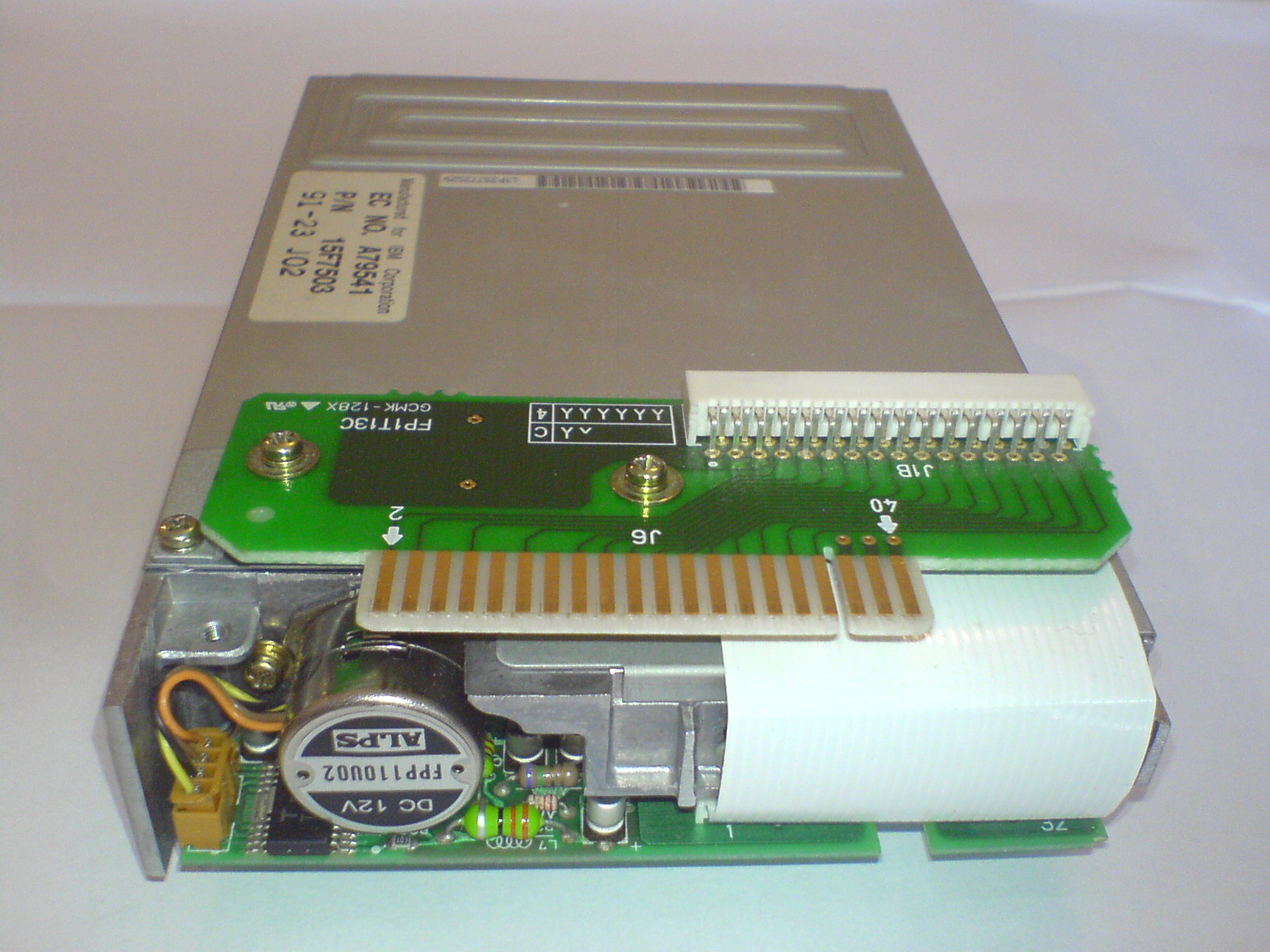
Disketová mechanika 3,5" s kapacitou 1,44 MB z počítače IBM PS/2 Model 70 (pohled zezadu na proprietární 40-pinový konektor). Pohled zepředu zde.

V průběhu let se měnila i hustota záznamu 3,5" mechanik. Počáteční modely řady PS/2 založené na procesoru 8086 používaly 720 kB mechaniku s dvojnásobnou hustotou záznamu (Double Density, DD). Modely založené na procesoru 80286 nebo vyšším byly opatřeny mechanikami 1,44 MB s vysokou hustotou záznamu High Density (HD) a do posledních modelů řady PS/2 se standardně montovaly nepříliš rozšířené mechaniky 2,88 MB s rozšířenou hustotou záznamu (Extra-high Density, ED). Diskety s kapacitou 1,44 MB byly opatřeny malým otvorem, který mechanice umožnil pomocí senzoru rozpoznat tento typ disket od starších 720 kB disket. Mechaniky systémů PS/2 byly známé tím, že tento senzor neobsahovaly a bylo tedy možné (bez úprav diskety nebo mechaniky) naformátovat 720 kB disketu na kapacitu 1,44 MB — to opravdu fungovalo, ale v závislosti na kvalitě diskety často docházelo ke ztrátě dat. Takto (nesprávně) naformátované disky byly posléze (bez dalších úprav) čitelné pouze v mechanikách PS/2.

### Paměťové moduly SIMM
Série PS/2 jako první přinesla 72-pinové paměťové moduly SIMM, které se staly de facto standardem pro stolní počítače založené na procesorech 80486 a Pentium. Nahradily starší 30-pinové moduly SIMM a SIPP s paměťovou šířkou 8 či 9 bitů (bez parity/s paritou), které byly používány v systémech s procesory 80286, 80386 a také prvních 80486. Nové moduly SIMM měly paměťovou šířku 32 nebo 36 bitů (bez parity/s paritou) a typicky dosahovaly i větší kapacity.
Počítače PS/2 používaly paritní (36bitové) moduly s přístupovou dobou typicky 80 nebo 70 ns. Některé modely PS/2 také měly poměrně výrazně omezenou kapacitu modulu na slot (například do PS/2 Model 70 mohly být osazeny pouze moduly s kapacitou 1, 2 nebo 4 MB). 72-pinové moduly SIMM byly použity i v systémech PS/2 založených na procesorech 80286 a 80386SX s 16bitovou paměťovou sběrnicí — jeden 32bitový modul zde tvoří dva paměťové BANKy (při použití starších modulů SIMM by byly naopak potřeba 2 moduly na BANK).

## Modely počítačů řady PS/2
| Název                         | Modelové číslo    | Datum uvedení           | Sběrnice               | Procesor                                         | Paměť (MB)                   | Pevný disk (MB; rozhraní)   | FDD (kB)  | Video          | Skříň         | Poznámky |
| ----------------------------- | ----------------- | ----------------------- | ---------------------- | ------------------------------------------------ | ---------------------------- | --------------------------- | --------- | -------------- | ------------- | --- |
| Model 30                      | IBM 8530          | 1987-04-02              | ISA 8bitová            | 8086 @ 8 MHz                                     | 0,625 - 0,625 (640 - 640 kB) | 0 - 20                      | 720       | MCGA           | desktop       | Model úvodní řady.                                                                                                   |
| Model 50                      | IBM 8550          | 1987-04-02 — 1991-07-23 | MCA 16bitová           | 80286 @ 10 MHz                                   | 1 - 2                        | 20 - 60                     | 1440      | VGA            | desktop       | Model úvodní řady.                                                                                                   |
| Model 60                      | IBM 8560          | 1987-04-02 — 1990-10-31 | MCA 16bitová           | 80286 @ 10 MHz                                   | 1 - 1                        | 44 - 70 (ST-506/412; ESDI)  | 1440      | VGA            | věž           | Model úvodní řady.                                                                                                   |
| Model 80                      | IBM 8580          | 1987-04-02 — 1988-06-02 | MCA 32bitová           | 80386 @ 16 - 25 MHz                              | 2 - 8                        | 44 - 320 (ST-506/412; ESDI) | 1440      | VGA            | věž           | Model úvodní řady.                                                                                                   |
| Model 25                      | IBM 8525          | 1987-08-11 — 1988-06-02 | ISA 8bitová            | 8086 @ 8 MHz                                     | 0,5 - 0,625 (512 - 640 kB)   | 0                           | 720       | MCGA           | vše v jednom  | Počítač umístěn ve společné skříni s 12" monitorem (barevný nebo monochromatický).                                   |
| Model 70                      | IBM 8570          | 1988-06-02              | MCA 32bitová           | 80386 @ 16 - 25 MHz                              | 2 - 8                        | 60 - 160                    | 1440      | VGA            | desktop       | |
| Model 70 486                  | IBM 8570          | 1988-06-02 — 1991-11-09 | MCA 32bitová           | 80486 @ 25 MHz                                   | 2 - 8                        | 60 - 160                    | 1440      | VGA            | desktop       | |
| Model 30 286                  | IBM 8530          | 1988-09-13 — 1992-05-?? | ISA 16bitová           | 80286 @ 10 MHz                                   | 1 - 4                        | 0 - 30                      | 1440      | VGA            | desktop       | |
| Model 55 SX                   | IBM 8555          | 1989-05-09              | MCA 16bitová           | 80386SX @ 16 MHz                                 | 2 - 8                        | 0 - 80                      | 1440      | VGA            | desktop       | |
| Model P70                     | IBM 8573          | 1989-05-09 — 1991-07-23 | MCA 32bitová           | 80386 @ 16 - 20 MHz                              | 2 - 8                        | 0 - 120                     | 1440      | VGA            | přenosný      | Přenosný systém s hmotností 9,5 kg. 2 sloty MCA. Bez baterie. Monochromatický (černo-oranžový) plazmový display VGA. |
| Model 65 SX                   | IBM 8565          | 1990-03-20 — 1991-07-23 | MCA 16bitová           | 80386SX @ 16 MHz                                 | 2 - 8                        | 60 - 320 (SCSI)             | 1440      | VGA            | desktop       | |
| Model 25 286                  | IBM 8525          | 1990-05-10              | ISA 16bitová           | 80286 @ 10 MHz                                   | 1 - 4                        | 0 - 30                      | ??        | VGA            | vše v jednom  | Počítač umístěn ve společné skříni s monitorem.                                                                      |
| Model P75                     | IBM 8573          | 1990-11-12              | MCA 32bitová           | 80486 @ 33 MHz                                   | ??                           | ??                          | 1440      | VGA            | přenosný      | Přenosný systém s hmotností 10 kg. 4 sloty MCA. Bez baterie. Monochromatický (černo-oranžový) plazmový display VGA.  |
| Model L40 SX                  | IBM 8543          | 1991-03-26              | ISA 16bitová           | 80386SX @ 20 MHz                                 | 2 - 18                       | 60 - 80 (2,5" IDE)          | 1440      | VGA            | notebook      | Přenosný systém s hmotností 3,5 kg. Baterie NiCd. Monochromatický (černo-bílý) LCD display VGA.                      |
| Model 35 SX                   | IBM 8535          | 1991-06-11              | ISA 16bitová           | 80386SX @ 20 MHz                                 | 2 - 16                       | 0 - 40                      | 1440      | VGA            | desktop       | |
| Model 40 SX                   | IBM 8540          | 1991-06-11              | ISA 16bitová           | 80386SX @ 20 MHz                                 | 2 - 16                       | 0 - 80                      | 1440      | VGA            | desktop / věž | Systém je možné polohovat jako desktop nebo tower (věž).                                                             |
| Model 57 SX                   | IBM 8557          | 1991-06-11              | MCA 16bitová           | 80386SX(SLC) @ 20 MHz                            | 4 - 16                       | 80 - 400 (SCSI)             | 1440      | VGA            | desktop       | |
| Model 56 SX                   | IBM 8556          | 1992-02-25              | MCA 16bitová           | 80386SX(SLC) @ 20 MHz                            | 4 - 16                       | 0 - 160 (SCSI)              | 1440      | VGA            | desktop       | |
| E (Model 33)                  | IBM 9533          | ????-??-??              | MCA 16bitová           | IBM 80486SLC2 @ 25 MHz                           | 4 - 16                       | 120                         | 1440      | XGA2           | desktop       | Energeticky úsporný, tichý systém malých rozměrů vyrobený z recyklovatelných materiálů.                              |
| Model 53 486 SLC2             | IBM 9553          | ????-??-??              | MCA 16bitová           | IBM 80486SLC2 @ 25 MHz                           | 4 - 16                       | 120 - 250                   | ??        | SVGA           | desktop       | |
| Model 53 LX 486 SLC2          | IBM 9553          | ????-??-??              | MCA 16bitová           | IBM 80486SLC2 @ 25 MHz                           | 4 - 16                       | 0                           | ??        | SVGA           | desktop       | Bezdiskové systémy vybavené síťovou kartou Ethernet nebo Token-Ring.                                                 |
| Model 56 486 SLC3             | IBM 9556          | ????-??-??              | MCA 16bitová           | IBM 80486SLC2 @ 25 MHz                           | 8 - 16                       | 104 - 212 (SCSI)            | ??        | XGA            | desktop       | |
| Model 57 486 SLC3             | IBM 9557          | ????-??-??              | MCA 16bitová           | IBM 80486SLC2 @ 25 MHz                           | 8 - 16                       | 104 - 212 (SCSI)            | ??        | XGA            | desktop       | IBM 9556 s více pozicemi pro karty a disky.                                                                          |
| Model 76                      | IBM 9576          | 1993-08-??              | MCA 32bitová (3 sloty) | 80486SX @ 25 MHz                                 | 8 - 32                       | 104 - 212 (SCSI)            | 2880      | XGA2           | desktop       | |
| Model 77                      | IBM 9577          | 1993-08-??              | MCA 32bitová (5 slotů) | 80486SX(DX2) @ 33 MHz                            | 8 - 32                       | 212 - 400 (SCSI)            | 2880      | XGA2           | desktop       | |
| Model 76i Model 76s           | IBM 9576          | 1994-06-??              | MCA 32bitová (3 sloty) | 80486SX @ 33 MHz 80486DX2 @ 66 MHz DX4 @ 100 MHz | 8 - 64                       | 170 - 270 (IDE, SCSI)       | 2880      | S3 86C928 SVGA | desktop       | Model 76s je kromě IDE rozhraní navíc vybaven adaptérem a diskem SCSI                                                |
| Model 77i Model 77s           | IBM 9577          | 1994-06-??              | MCA 32bitová (5 slotů) | 80486SX @ 33 MHz 80486DX2 @ 66 MHz DX4 @ 100 MHz | 8 - 64                       | 170 - 540 (IDE, SCSI)       | 2880      | S3 86C928 SVGA | desktop       | Model 77s je kromě IDE rozhraní navíc vybaven adaptérem a diskem SCSI                                                |
| Model 85 Server 85            | IBM 9585          | ????-??-??              | MCA 32bitová (8 slotů) | 80486SX @ 33 MHz 80486DX2 @ 66 MHz               | 8 - 256                      | 104 - 1024 (SCSI)           | 2880      | SVGA           | věž           | |
| Model 90 (XP)                 | IBM 8590 IBM 9590 | ????-??-??              | MCA 32bitová (4 sloty) | 80486 @ 25 - 66 MHz Pentium @ 60 - 90 MHz        | 8 - 256                      | 400 - 1024 (SCSI)           | 1440 2880 | XGA2 SVGA      | desktop       | |
| Model 95 (XP) Server 95 (95A) | IBM 8595 IBM 9595 | ????-??-??              | MCA 32bitová (8 slotů) | 80486 @ 25 - 66 MHz Pentium @ 60 - 90 MHz        | 8 - 256                      | 400 - 1024+ (SCSI)          | 1440 2880 | XGA2 SVGA      | věž           | Server 95A je vybaven RAID adaptérem a hot swap klecí pro disky                                                      |

Poznámky k tabulce:
1. ↑  Datum uvedení systému na trh. V případě více revizí systému je zde uveden rozsah uvedení "první revize" — "poslední revize". Data jsou ve formátu RRRR-MM-DD.
2. ↑  Typ a pracovní frekvence procesoru. Údaj je ve formátu "typ procesoru" @ "pracovní frekvence".
3. ↑  Kapacita operační paměti. Údaj je ve formátu "standardní paměť" - "maximální paměť" osazená na základní desce. U některých systémů je možné operační paměť rozšířit nad kapacitu podporovanou základní deskou pomocí paměťových karet zasunutých do slotu MCA.
4. ↑  Kapacita a případně rozhraní osazeného pevného disku. Údaj je ve formátu "minimální tovární kapacita" - "maximální tovární kapacita".
5. ↑  Model L40 jakožto laptop (notebook) není vzhledem ke svým rozměrům vybaven žádnými sloty rozšiřující sběrnice. Propojení jednotlivých komponent na základní desce je založeno na 16bitové technologii ISA. Navíc je možné k laptopu připojit speciální jednotku, která poskytuje několik slotů sběrnice ISA pro připojení rozšiřujících karet.
6. ↑  Jelikož je Model L40 založen na SX variantě procesoru 80386 je schopen adresovat maximálně 16 MB paměti. Pokud je paměť laptopu rozšířena o 16 MB jsou 2 MB integrované na desce odstaveny. K počítači byl však dodáván speciální ovladač pro systém DOS, který umožnil nakonfigurovat jinak nepoužitelné 2 MB paměti jako paměť typu XMS (eXtended Memory Specification, tento typ paměti používají některé aplikace určené pro systém DOS). Ovladač vytvořil "okno" v paměti, přes které probíhala adresace dodatečné paměti.
7. 1 2 3 4 5  Procesory IBM 80486SLC, 80486SLC2 a 80486SLC3 nejsou ve skutečnosti plnohodnotnými čipy řady 486. Jedná se o procesor založený na Intel 80386SX s doplněnou pamětí cache úrovně L1. Varianty SLC2 a SLC3 mají navíc násobič vnitřní pracovní frekvence, který je nastaven na 2x nebo 3x vzhledem k externí frekvenci. Stejně jako Intel 80386SX jsou tyto procesory vnitřně 32bitové, jejich vnější datová sběrnice je však pouze 16bitová což umožňuje jednodušší návrh základní desky a použití levnější 16bitové varianty sběrnice MCA, rozšiřujících karet a pamětí.
8. 1 2  Procesor a podpůrný chipset těchto systémů se nachází na speciální kartě — tzv. procesorovém komplexu. Je možné zaměňovat několik typů těchto karet, které se navzájem liší nejen výkonem, ale i podporovanými funkcemi. Většina komplexů je založena na některém z procesorů řady 486, ale jsou k dispozici i varianty s procesory 386 a Pentium.

## Software
Nativním operačním systémem řady PS/2 byl Operating System/2 (nebo zkráceně OS/2), který je rovněž produktem IBM. Nejnižší modely (neschopné spustit OS/2) a modely počáteční série (kdy ještě nebyl OS/2 připraven) byly dodávány se systémem IBM PC DOS verze 3.30. Pozdější modely již bylo možné zakoupit spolu s OS/2 ve verzi 2.1. Tento systém byl navržen tak, aby využíval schopnosti počítačů PS/2 (ABIOS, chráněný režim procesorů 80286 a virtuální režim 80386, "jemná" VGA grafika atd.). Systém umožňoval spouštět 16bitové aplikace napsané pro systém DOS, Windows 3.x a 32bitové aplikace pro OS/2. Oproti Windows 3.1 (Windows NT a Chicago — Windows 95 byly teprve v počátcích vývoje) byl systém OS2 2.1 vyspělejší — jednalo se o hybridní 16/32bitový systém s 32bitovým objektově orientovaným rozhraním, podporou multitaskingu a multithreadingu, podporou multimédií, schopností spustit více DOS aplikací současně v okně (včetně aplikací grafických) a mnoho dalších inovativních prvků. Nedostatkem systému byl hlavně malý počet nativních OS/2 aplikací (oproti Windows), nekompatibilita s některými aplikacemi pro Windows a ve srovnání s poměrně jednoduchým a nenáročným Windows 3.x i vyšší hardwarové nároky.
Dalším operačním systémem pro řadu PS/2 byl AIX (Advanced Interactive eXecutive). Jedná se opět o proprietární systém společnosti IBM, tentokrát však UNIXového typu. AIX byl určen primárně pro RISCové systémy (nejprve pro IBM 6150 RT, později pro rozsáhlou řadu IBM RS/6000), ale v roce 1989 IBM vydala i speciální verzi pro řadu PS/2 označovanou jako AIX PS/2 (verze 1.1 až 1.3). AIX poskytuje řadu moderních prvků známých ze systémů UNIX, jako žurnálovací souborový systém, vícevrstvý model diskového subsystému a podobně (ne všechny funkce byly dostupné v rané fázi vývoje AIXu kdy verze pro PS/2 vznikaly). K masovému rozšíření AIXu mimo proprietární systémy IBM nikdy nemohlo dojít protože jiné než IBM systémy nejsou oficiálně podporovány. AIX je dodnes používán jako operační systém pro řady IBM eServer pSeries (původně RS/6000) a její nynější nástupce IBM Power Systems.
Kromě operačního systému mohl být počítač řady PS/2 dodán s dalším software — v závislosti na konkrétním modelu a volbě uživatele — jehož součástí však standardně byly referenční diskety pro konfiguraci a diagnostiku počítače.

## Marketing
V případě PS/2 se IBM rovněž rozhodla pozměnit její dosavadní reklamní kampaň. Reklamy uvedené v 80. letech při představení produktové řady IBM PC se nesly v duchu legendárního Charlieho Chaplina. Pro řadu PS/2 byla tato postavička nahrazena jednoduchými frázemi jako:
| „             | How ya' gonna' do it? PS/2 It! It's as easy as I.B.M. | “ |
| — reklama IBM |                                                       |   |

| „             | How ya' gonna' do it? PS/2 It! The solution is I.B.M. | “ |
| — reklama IBM |                                                       |   |

Jiná série televizních reklam propagující počítače této řady byla hraná a vystupovaly v ní postavy z televizního seriálu M*A*S*H.
Nová reklamní kampaň byla však velkým neúspěchem a způsobila rozvázání smluv mezi IBM a její hlavní reklamní agenturou. Časopis Wired zveřejnil informaci, že kampaň IBM stála 500 mil. USD ročně.
Na trhu pro koncové uživatele byla série PS/2 selháním. Pro tento sektor trhu byly určeny zejména modely založené na sběrnici ISA (Model 30, později Model 25). Na tyto stroje bylo pohlíženo jako na "technicky dostačující" avšak stále cynický pokus o získání kontroly nad tímto sektorem trhu. Společnost v tomto období utrpěla značnou finanční ztrátu a přišla o výsadní postavení na trhu.
V obchodním sektoru znamenala PS/2 naopak úspěch. Hlavně díky snadné údržbě a nasazení, výkonu, spolehlivosti a kvalitní podpoře ze strany výrobce. Spousta lidí navíc stále respektovala motto:
| „ | Nobody ever got fired for buying an IBM. | “ |

| „ | Za nákup IBM ještě nikdy nikdo nedostal padáka. | “ |

Některé modely — zejména Model 55 SX a pozdější Model 56 SX — měly výbornou prodejnost po celou dobu kdy byly nabízeny. Životnost mnoha úspěšných modelů byla prodloužena až do pozdních 90. let.

## Galerie

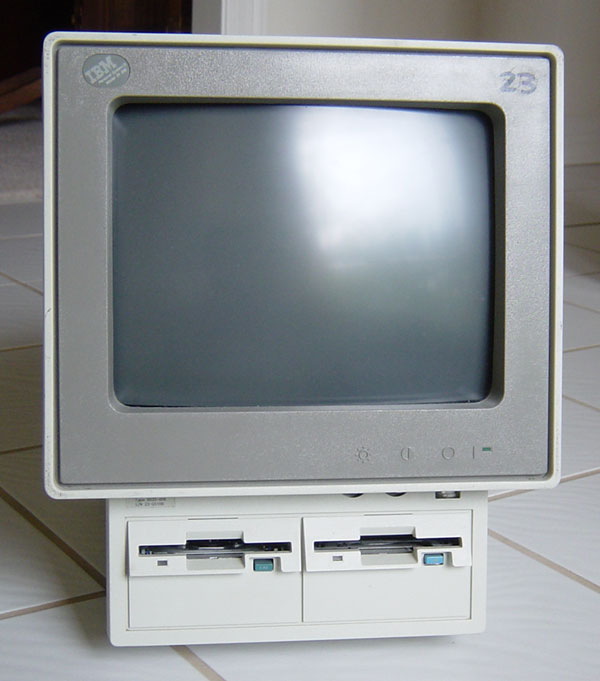
IBM Personal System/2 Model 25 — pohled zepředu.
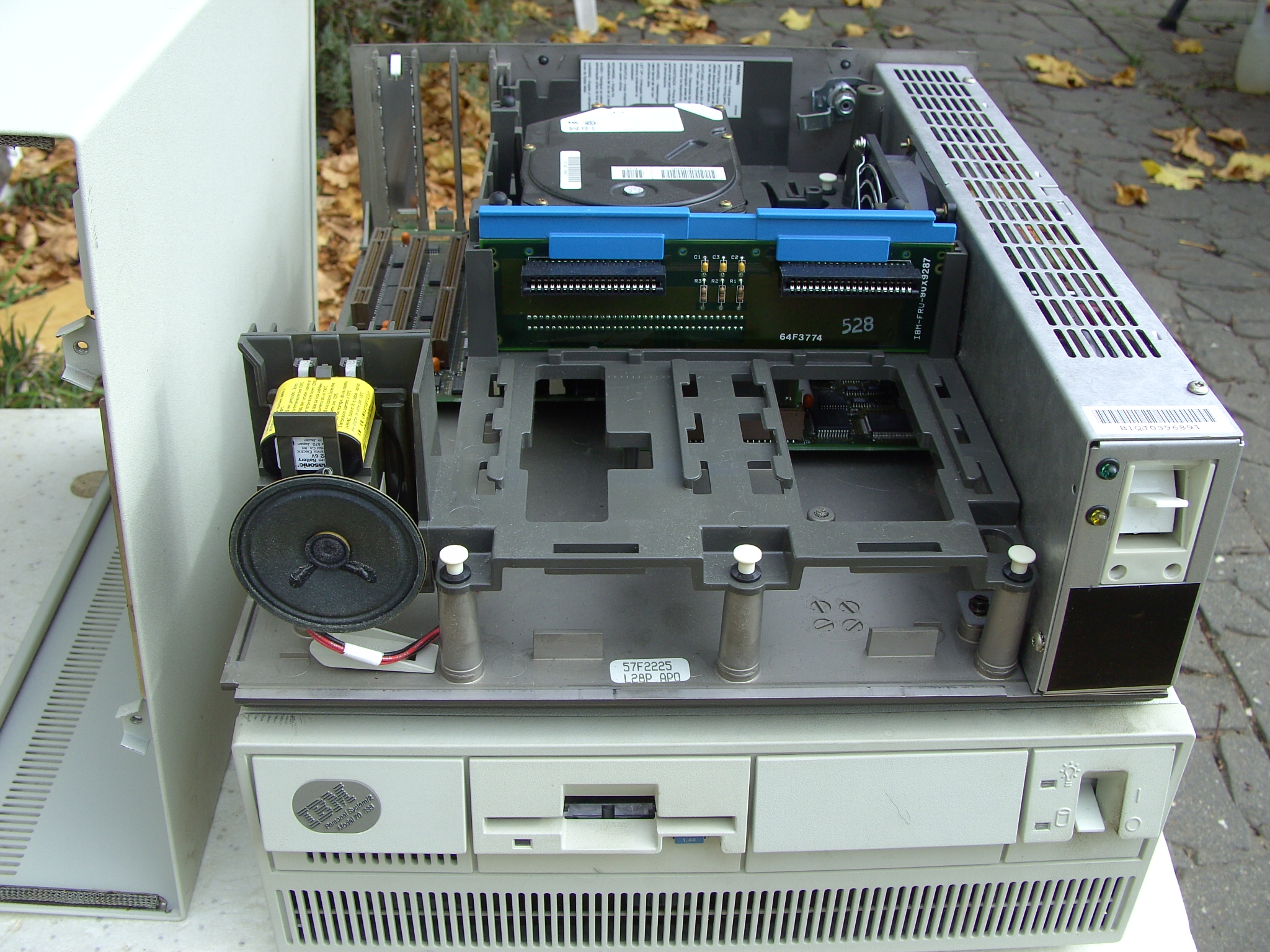
IBM Personal System/2 Model 70 — pohled zepředu a pohled do útrob
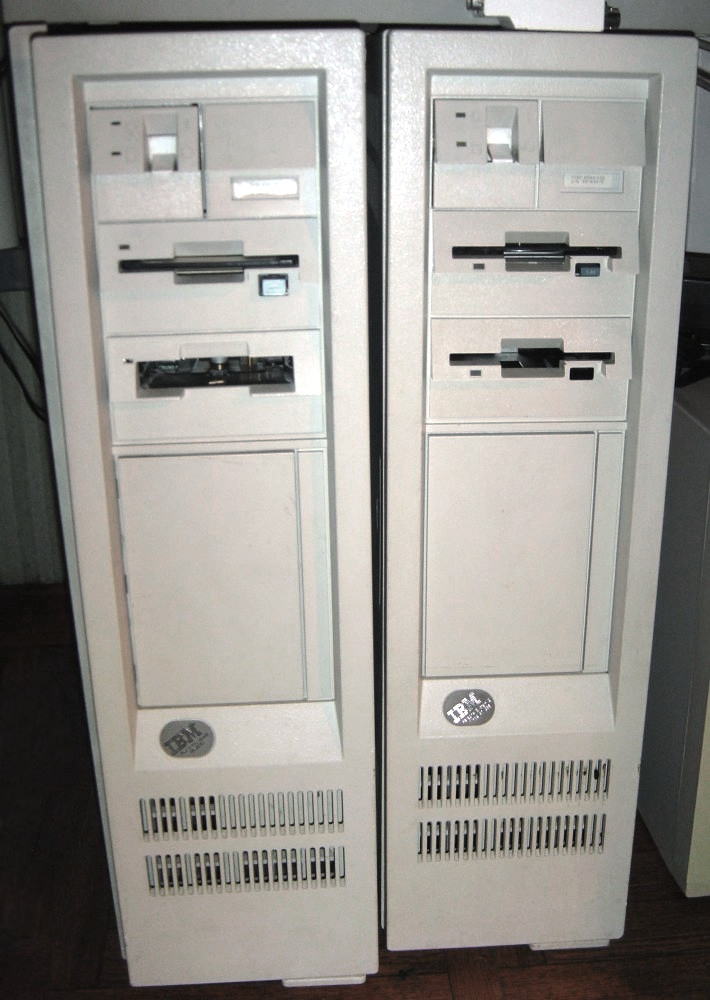
IBM Personal System/2 Model 60 a Model 80 — pohled zepředu
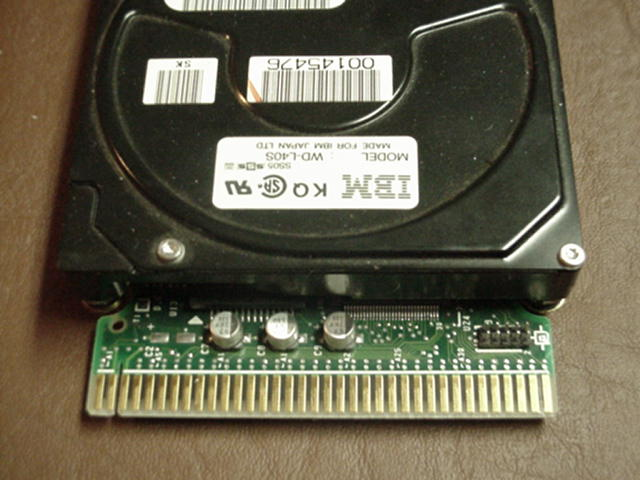
IBM Personal System/2 Model 55 SX — rozhraní pevného disku
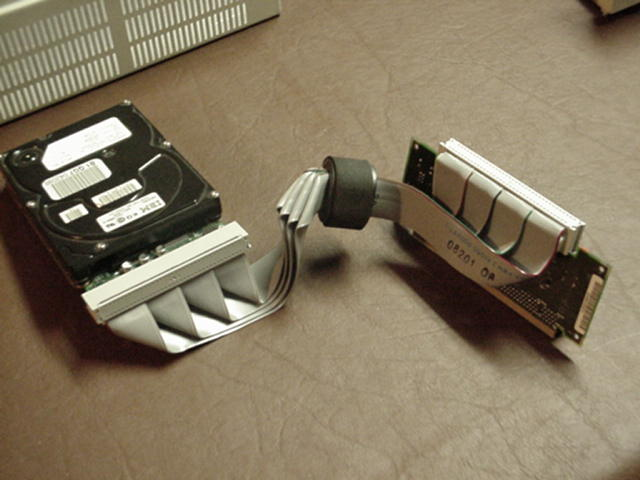
IBM Personal System/2 Model 55 SX — kabeláž pevného disku
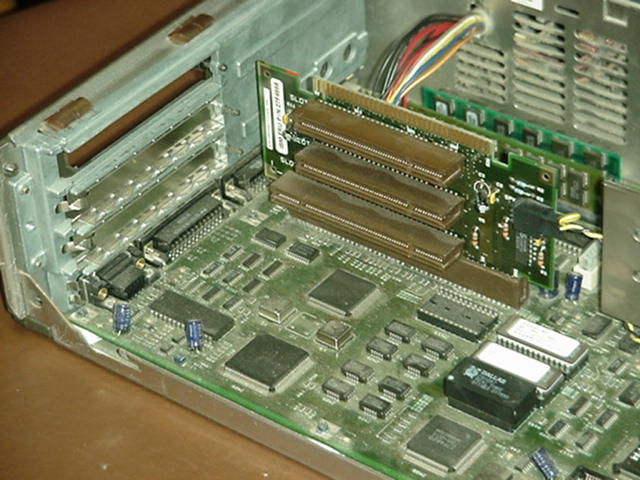
IBM Personal System/2 Model 55 SX — raiser-card
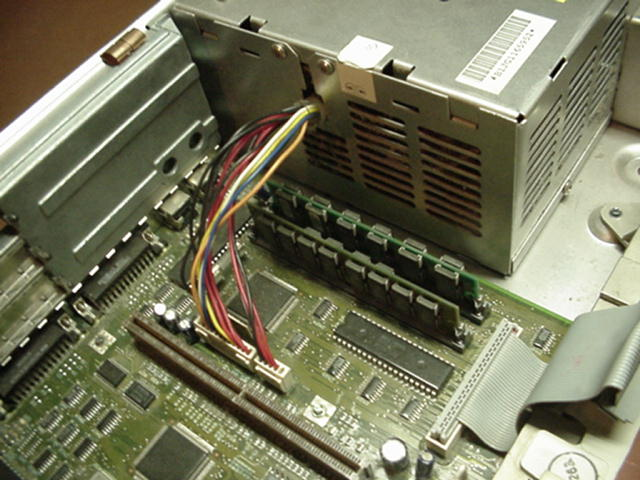
IBM Personal System/2 Model 55 SX — pohled na napájecí zdroj, paměť a raiser-card
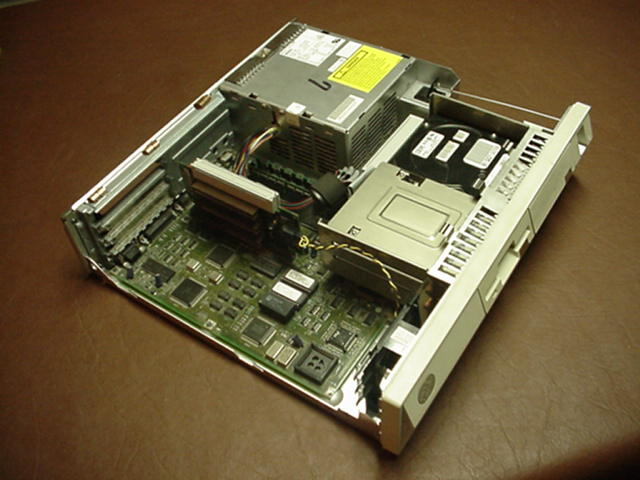
IBM Personal System/2 Model 55 SX — pohled do útrob
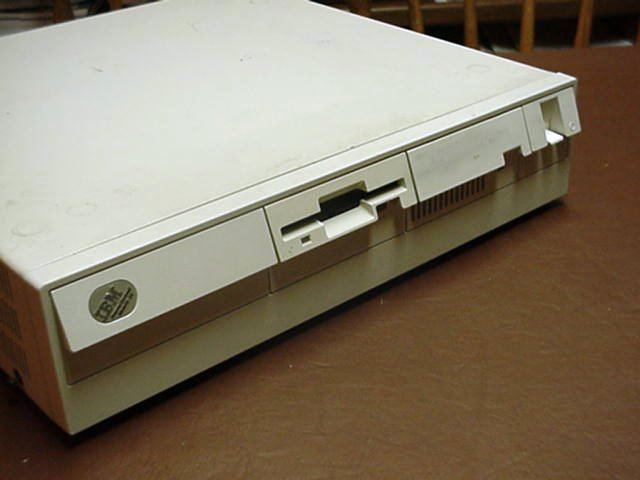
IBM Personal System/2 Model 55 SX — pohled zepředu
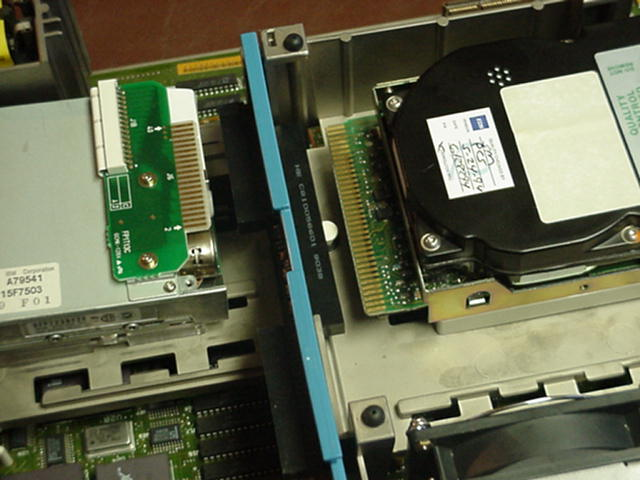
IBM Personal System/2 Model 70 — raiser-card pro disketové mechaniky a pevný disk
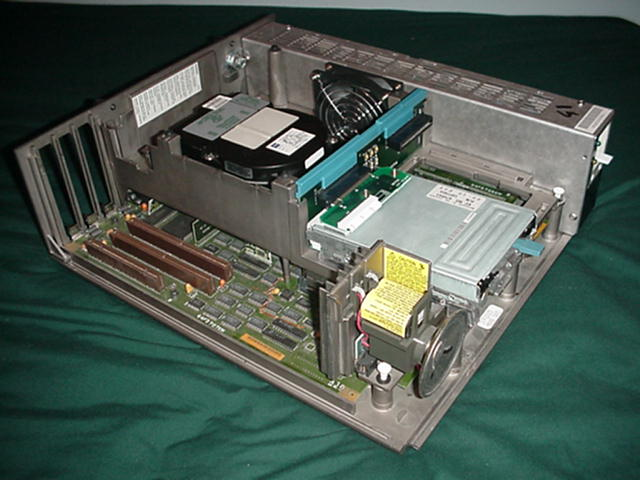
IBM Personal System/2 Model 70 — pohled na diskové jednotky
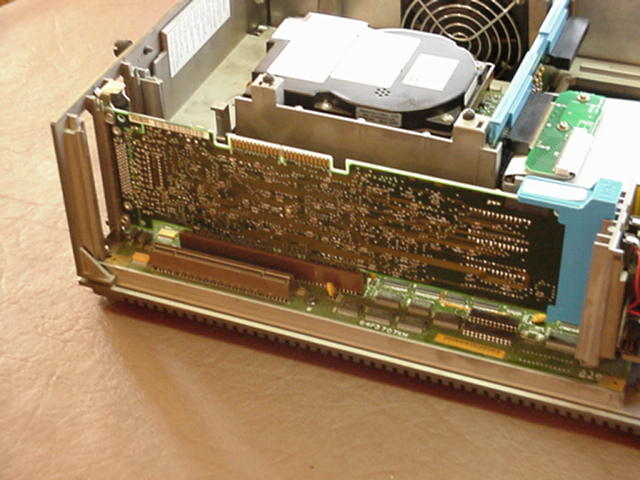
IBM Personal System/2 Model 70 — SCSI adaptér pro sběrnici MCA
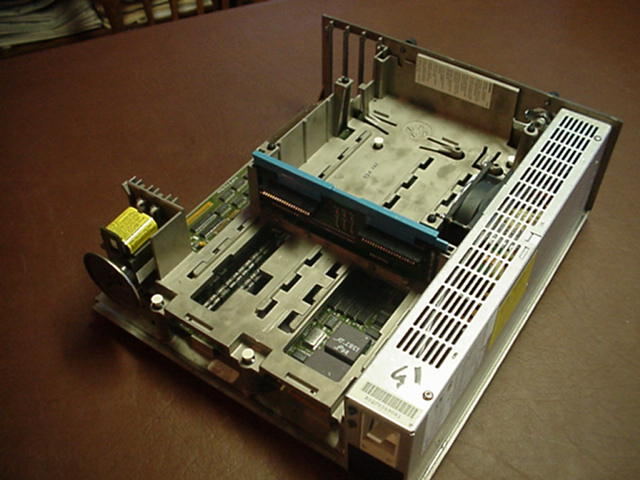
IBM Personal System/2 Model 70 — pohled do útrob
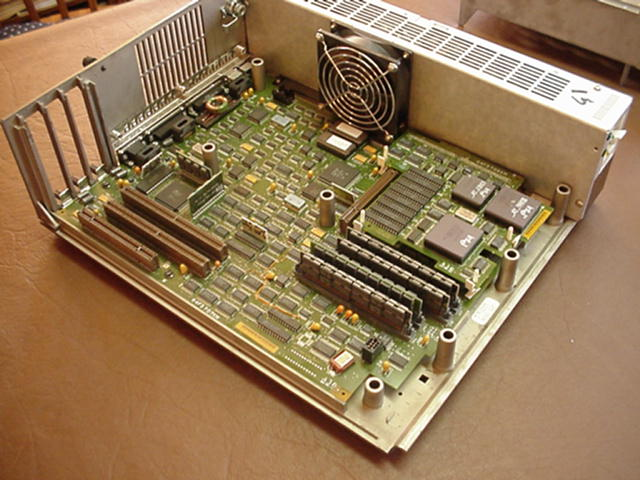
IBM Personal System/2 Model 70 — základní deska
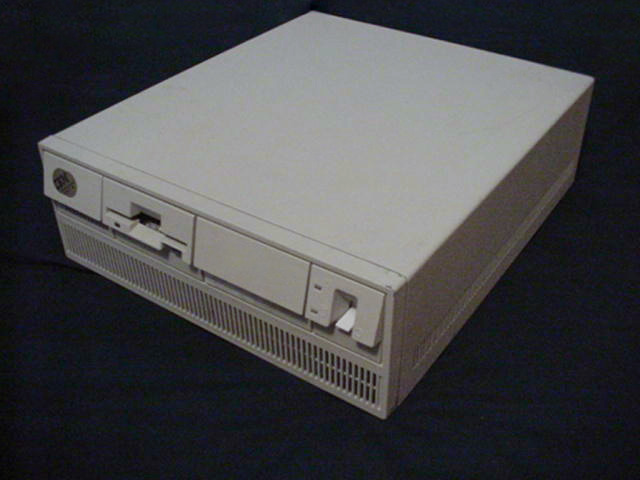
IBM Personal System/2 Model 70 — pohled zepředu
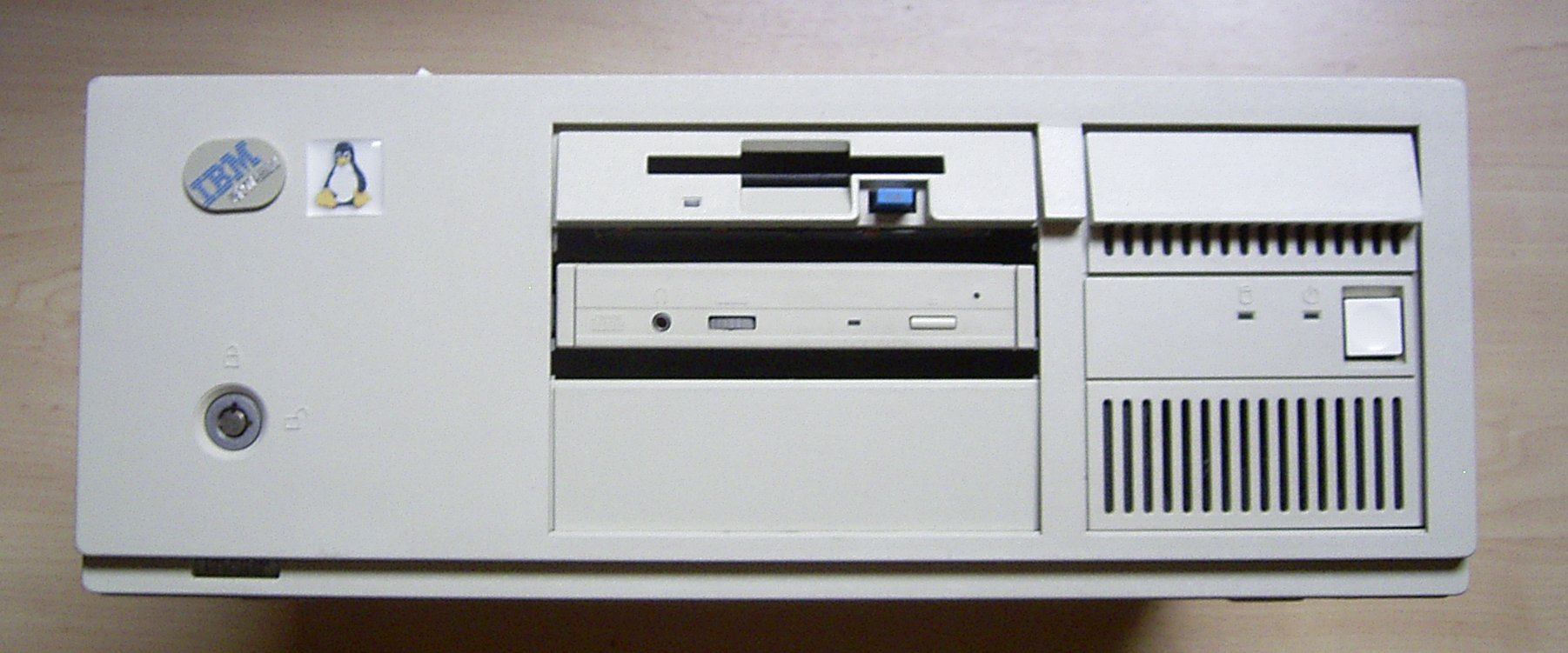
IBM Personal System/2 Model 77 — pohled zepředu
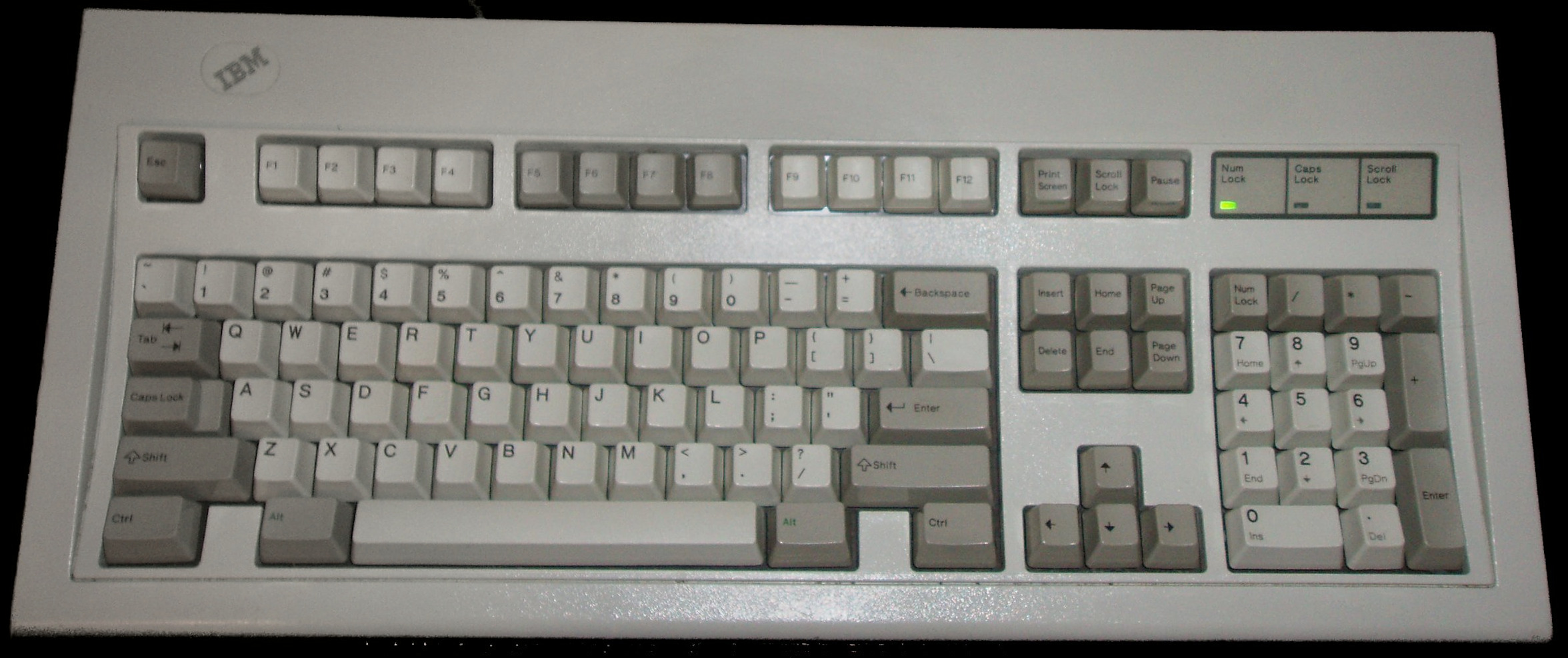
Klávesnice IBM Model M.
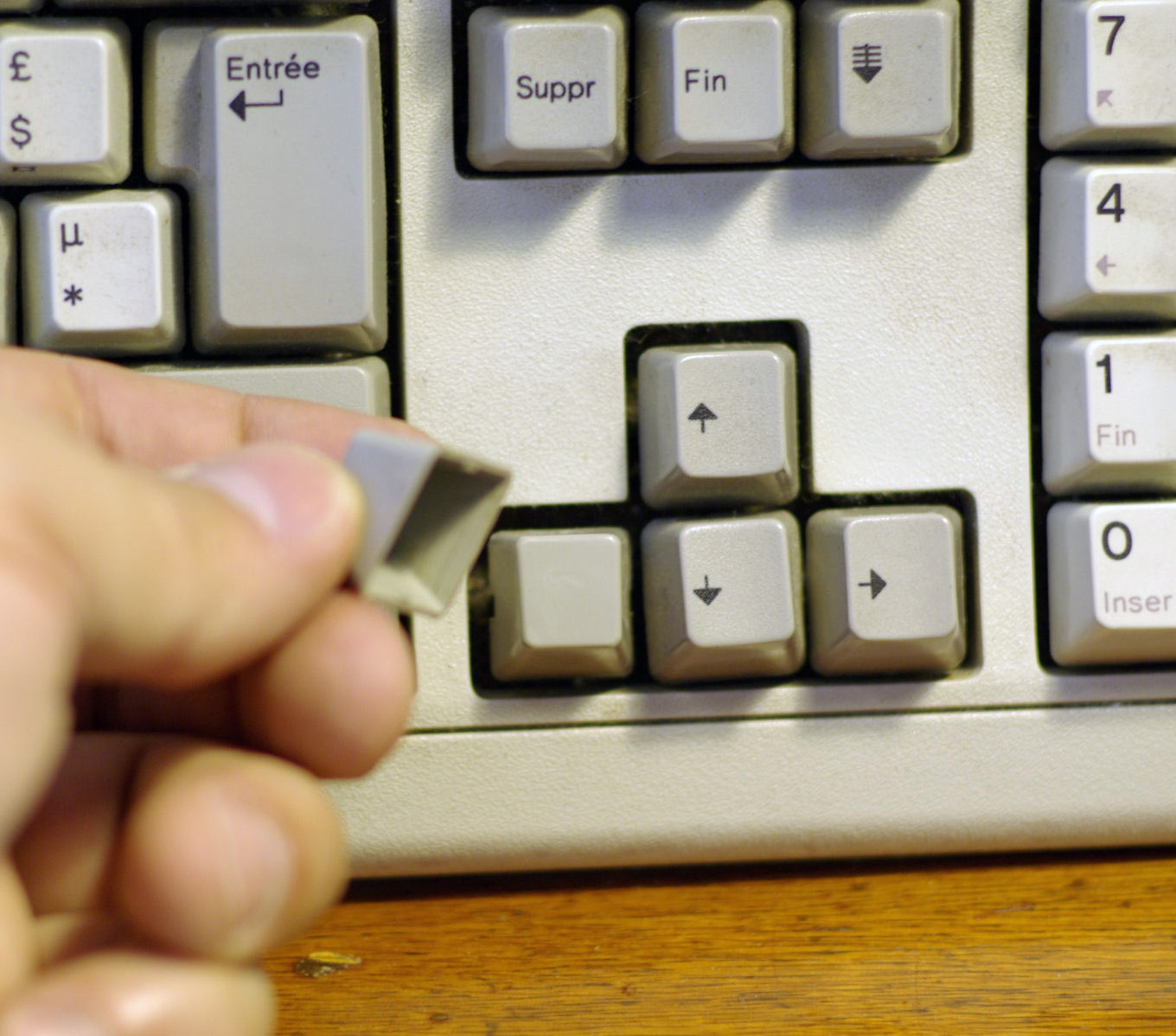
Odnímatelná víčka klávesnice IBM Model M